# Данило (фудбалер)
Данило Луиз да Силва (порт. Danilo Luiz da Silva; Бикас, 15. јула 1991), познатији и само као Данило, бразилски је фудбалер који тренутно наступа за Јувентус и репрезентацију Бразила.

## Трофеји

### Клуб
Америка
- Бразилска Серија Ц (1) : 2009.

Сантос
- Лига Паулиста (1) : 2011.
- Копа либертадорес (1) : 2011.

Порто
- Првенство Португалије (2) : 2011/12, 2012/13.
- Суперкуп Португалије (1) : 2013.

Реал Мадрид
- Првенство Шпаније (1) : 2016/17.
- Лига шампиона (2) : 2015/16, 2016/17.
- Суперкуп Европе (1) : 2016.
- Светско клупско првенство (1) : 2016.

Манчестер сити
- Премијер лига (2) : 2017/18, 2018/19.
- ФА куп (1) : 2018/19.
- Лига куп Енглеске (2) : 2017/18, 2018/19.

Јувентус
- Серија А (1) : 2019/20.
- Куп Италије (2) : 2020/21, 2023/24.
- Суперкуп Италије (1) : 2020.

### Репрезентација
Бразил
- Светско првенство У 20 (1) : 2011.
- Суперкласико Америке (2) : 2011, 2014.
- Првенство јужне Америке до 20 година (1) : 2011.
- Летње олимпијске игре : сребро 2012.